# Lucas Wabnig
Lucas Wabnig (* 14. August 1995 in Hartberg) ist ein österreichischer Fußballtorwart.

## Karriere
Wabnig begann seine Karriere beim SCU Rabenwald. 2007 kam er in die Jugend des TSV Hartberg. 2009 wechselte er zur Kapfenberger SV. Ab 2012 spielte er für die Drittmannschaft der KSV, Rapid Kapfenberg.
Zur Saison 2013/14 kehrte er zum Zweitligisten Hartberg zurück. Für die Hartberger kam er in jener Saison jedoch zu keinem Einsatz. Zur Saison 2014/15 schloss er sich dem Regionalligisten SV Lafnitz an. Im Oktober 2014 debütierte er in der Regionalliga, als er am zwölften Spieltag jener Saison gegen die Union Vöcklamarkt in der 77. Minute für Michael Kölbl eingewechselt wurde, nachdem Stammtorwart Dávid Dombó vom Platz gestellt worden war.
Nach vier Saisonen in der Regionalliga mit Lafnitz stieg Wabnig 2018 mit dem Verein in die 2. Liga auf. Im Oktober 2018 debütierte er in der zweithöchsten Spielklasse, als er am zehnten Spieltag der Saison 2018/19 gegen den FC Liefering in der Startelf stand. In fünf Saisonen kam er insgesamt zu 14 Zweitligaeinsätzen für die Lafnitzer. Zur Saison 2023/24 verließ er den Klub nach neun Jahren und wechselte zum Landesligisten SC Fürstenfeld.